# 曾振甲
曾振甲（？—？），蘇州常熟人。清朝政治人物。

## 生平
順治三年（1646年）丙戌年鄉試中舉人，接著在順治四年（1647年）丁亥科殿試中進士。後獲授江西貴溪知縣，敕授文林郎。

## 家族
先祖曾公亮，宋朝政治人物。